# 麻薬追放国土浄化同盟
麻薬追放国土浄化同盟（まやくついほうこくどじょうかどうめい）は、1963年4月、山口組の田岡一雄らが結成した、麻薬・覚醒剤撲滅を目的とした団体、政治団体。安東美樹代表。一般的には、山口組の東京進出を偽装することを目的としたと考えられている。

## 経過
山口組の東京進出はかねてから在京の団体との摩擦を引き起こしていたが、1963年3月、グランドパレス事件が勃発すると、事件を受けて、錦政会（後の稲川会）・稲川裕芳会長（後の稲川聖城）は、右翼活動家・児玉誉士夫の提唱する東亜同友会から脱退した。そこで児玉は、田岡組長と稲川裕芳の仲介を行った。児玉は、田岡に「襲撃に関係した井志組横浜支部組員全員の除名と、山口組井志組・井志繁雄組長の断指と、横浜在住の山口組関係者を10人にする」との手打ちの条件を示した。田岡は児玉の条件を受け入れ、和解した。
しかし一方、同年4月、田岡は、右翼活動家の田中清玄、麻薬審議会・菅原通済会長、参議院議員の市川房枝、作家の山岡荘八、評論家・劇作家の福田恆存らと、麻薬追放国土浄化同盟を結成し、横浜市で結成大会を開いた。同盟の総本部は、兵庫県神戸市中央区橘通の山口組本部に置かれた。また、山口組益田組・益田芳夫組長（後の益田佳於）を、麻薬追放国土浄化同盟横浜支部長として、事務所を開設させた（実質的には益田組横浜支部として使われた）。かくて田岡は、児玉が行った山口組と錦政会との手打ちを実質的に反故にした。さらに田岡は、東亜同友会への参加を取り止めた。
このことは、田岡率いる山口組が、児玉の威勢をも無視して東京進出を果たす強い意志と能力があることを内外に見せつける結果となった。
1992年1月24日、自治省（現：総務省）に政治団体としての届出を行った。
2013年中にウェブサイトを開設した。2014年2月11日、東京BREAKING NEWSが山口組の餅つき大会動画をYouTubeに投稿した団体として、サイトともども紹介した。4月2日、フランス通信社が独自取材を加えて後追いした。フランス通信社の報道時点で、約165000のアクセスがあった。イギリス『ガーディアン』紙が同記事を配信すると、日本の他メディアも後追いした。『ガーディアン』は警察関係者のコメントとして、サイトが山口組によって作られたかどうかは断言できないと報じたが、ニュースフィアの記事によると、ドメイン情報は山口組総本部の住所が登録されているという。
サイトでは山口組による阪神・淡路大震災や東日本大震災でのボランティア活動、餅つきや初詣の動画などを公開している。また、昭和51年（1976年）に「全国国土浄化同盟」と改称したとしているが、サイト名は「麻薬追放国土浄化同盟」となっている。
サイト開設の動機として、領土問題・拉致問題などの外交、検察・警察不祥事や政治家による原発事故への発言、年間3万人を超える自殺者などの諸問題を挙げている。また、現在の麻薬・覚醒剤密売は「大半が不良外国人によるもの」であり、「多くの日本人が手を貸していることも事実」だが、「大半は任侠組織の規律を守らず処分されている者達です」と主張している。だが2015年6月25日、覚せい剤約3.4キロを所持した疑いで山口組山健組系組員が逮捕された。